# Referéndum constitucional de Venezuela de 1999
El Referéndum constitucional de Venezuela de diciembre de 1999 o Referéndum aprobatorio de la Constitución de 1999 fue una consulta realizada en Venezuela el miércoles 15 de diciembre de 1999, impulsada por el presidente de ese país Hugo Chávez, que tenía como fin aprobar o no el texto del proyecto de constitución redactado previamente por la Asamblea Nacional Constituyente de Venezuela de 1999 que se había instalado en Venezuela tras los resultados del referéndum constituyente de abril de 1999 que permitieron iniciar el procedimiento para redactar una nueva constitución.

## Proyecto de Constitución
Todos los miembros de la Asamblea Nacional Constituyente habían sido elegidos por sufragio universal, directo y secreto, e incluía una representación de los pueblos indígenas.
Durante 6 meses se debatió y aprobó el texto que sería sometido a la consulta popular de diciembre de 1999, que necesariamente debía ser sometido a un referéndum dado las condiciones o bases que fueron aprobadas en la segunda pregunta de la consulta de abril de 1999, que establecían la obligación de someter el proyecto de nueva constitución aprobado por la Asamblea a consulta de los ciudadanos por medio de un proceso electoral.
La Asamblea Nacional Constituyente presentó un proyecto de nueva constitución que entre otras cosas:
- Garantizaba el carácter federal, democrático y descentralizado del gobierno.
- Eliminaba el Senado y los senadores vitalicios, el Congreso pasaba a llamarse Asamblea Nacional y ahora sería unicameral.
- Nueva reestructura de la CSJ pasa a llamarse Tribunal Supremo de Justicia, de 15 magistrados aumenta a 20, con autonomía financiera y divididas en seis Salas.
- Reorganizaba los poderes públicos pasando de 3 a 5.
- Creaba el poder electoral y el poder moral.
- Creaba la Defensoría del Pueblo.
- Introducía la figura del referéndum revocatorio, aplicado a mitad de periodo, abrogatorio y aprobatorio de leyes.
- Establecía la posibilidad de realizar enmiendas y reformas a la constitución mediante la convocatorio de referéndum.
- Creaba un procedimiento para convocar en el futuro nuevas asambleas constituyentes.
- Cambiaba los periodos constitucionales, el presidencial aumentaba de 5 a 6 años, el de los Gobernadores de 3 a 4 años y el de Alcaldes se mantenía en 4 años.
- Establecía la posibilidad de reelección inmediata presidencial, de Gobernadores, Alcaldes, Diputados, consejos legislativos, concejos municipales, etc.
- Creaba la figura del vicepresidente ejecutivo.
- Cambiaba el nombre del país de República de Venezuela a República Bolivariana de Venezuela.
- Establecía que aparte del Castellano los idiomas indígenas eran oficiales en las zonas donde fuese hablados.
- Creaba el Distrito Capital en sustitución del Distrito Federal.
- Creaba la Alcaldía Mayor o Distrito Metropolitano de Caracas.
- Establecía un capítulo de derechos indígenas y ambientales.
- Le concedía derecho al voto a los militares activos.
- Unificaba las instituciones militares que pasaban de ser "Fuerzas Armadas" a "Fuerza Armada Nacional".
- Se permite la doble nacionalidad y la adquisición de otra ciudadanía no implica la pérdida de la venezolana.
- El servicio militar pasaba a ser de obligatorio a voluntario, lo que eliminaba el reclutamiento forzoso (comúnmente llamado "la recluta").

Entre otros muchos cambios.

## Pregunta y resultados oficiales
En esta ocasión y a diferencia del primer referéndum realizado en abril de 1999 donde hubo 2 preguntas se trató de solo una interrogante, referida básicamente a si la población aprobaba o no el texto redactado por los constituyentes, de ser aprobado Venezuela tendría una nueva constitución que quedaría derogada la aprobada en el año 1961, la pregunta única que se formuló fue la siguiente:
«¿Aprueba usted el proyecto de Constitución elaborado por la Asamblea Nacional Constituyente?»
|  | 71,78 % |

|  | 28,22 % |

|  | 95,45 % |

|  | 4,55 % |

|  | 100 % |

|  | 44,37 % |

|  | 55,63 % |

Al 99,85% de mesas escrutadas.
Los resultados dados a conocer por el Consejo Nacional Electoral de Venezuela, fueron mayoritarios para el sí, por más del 71,78%, sin embargo la abstención se situó en el 55,63% del censo.
El No ganó en el voto del extranjero con 1 471 (57,62%) contra 1 082 (42,38%) del Sí.